# Magik
Illyana Nikolaievna Rasputina (en rus: Ильяна Николаевна Распутина) és un personatge de ficció, un superheroi de còmic que apareix als còmics estatunidencs publicats per Marvel Comics. Creat per l'escriptor Len Wein i l'artista Dave Cockrum, el personatge va aparèixer per primera vegada a Giant-Size X-Men núm. 1 (maig de 1975). llyana Rasputin és membre d'una espècie de ficció de la humanitat coneguda com a mutants, que neixen amb habilitats sobrehumanes, i també ha posseït habilitats màgiques, com a resultat de les seves interaccions amb el superdolent demoníac Belasco. És coneguda amb el nom en clau de Magik.
llyana Rasputin és la germana petita del membre rus dels X-Men Colossus i l'enemic dels X-Men Mikhail Rasputin. Es va convertir en una poderosa bruixa a causa del seu temps empresonat al Limbo (que després va governar). El seu poder mutant, que es va manifestar per primera vegada en aquell Limbo, és la capacitat de teletransportar-se mitjançant discs de pas utilitzant la màgia d'aquesta dimensió. Després de la seva escapada del Limbo, va passar a formar part dels New Mutants. Més tard es va unir als X-Men.
El personatge ha aparegut en diversos productes amb llicència de Marvel, com ara videojocs, sèries de televisió animades i mercaderies. Anya Taylor-Joy va interpretar Illyana Rasputin a la pel·lícula del 2020 The New Mutants.

## Història de la publicació
llyana Rasputin va debutar a Giant-Size X-Men núm. 1 (data de portada maig de 1975), creada per Len Wein i Dave Cockrum. El seu nom de pila no es va revelar fins a The Uncanny X-Men núm. 145 (maig de 1981). Durant els primers vuit anys d'existència del personatge, va ser un personatge de fons que apareixia poc freqüentment coneguda com la germana petita de Colossus. Els mitjans per canviar això es van establir a The Uncanny X-Men núm. 160 (agost de 1982), en què ella envelleix set anys mentre es troba en una dimensió paranormal anomenada Limbo, es converteix en una bruixa i desenvolupa la capacitat mutant de crear "discs de teleportació". Aquests canvis no es van explorar ni explicar immediatament, i durant l'any següent va romandre essencialment un personatge de fons.
El desembre de 1983, es va llançar la sèrie limitada Magik, que narrava els anys d'Illyana al Limbo, que també és la seva història d'origen. Magik núm. 1 (desembre de 1983) és la seva primera aparició en portada com a jove Illyana, la seva segona aparició completa i la primera vegada que rep el nom de Magik. Magik núm. 2 (gener de 1984) és la seva primera aparició en portada com a Magik adulta. Immediatament després del final de la sèrie, es va afegir al repartiment de New Mutants, apareixent regularment en aquest còmic des de The New Mutants núm. 14 (abril de 1984), la primera aparició de portada de l'uniforme de Magik, a The New Mutants núm. 77 (juliol de 1989), en què torna amb la seva família a Rússia després d'haver tornat a la infància. Com a germana petita de Colossus i membre dels New Mutants, també va aparèixer esporàdicament com a estrella convidada a Uncanny X-Men.
A The Uncanny X-Men #303 (1993), mor del Legacy Virus (Virus del Llegat). A part de flashbacks i realitats alternatives, va estar absent de la publicació habitual durant la major part de la dècada de 1990, tot i que apareix com a viatgera en el temps a The New Mutants: Truth or Death núm. 1-3 (1997). Després de ser ressuscitada per Belasco, va tornar a la publicació habitual el 2007, a New X-Men núm. 38-41 (2007), X-Infernus núm. 1-4 (2009), X-Men: Hellbound núm. 1-3 (2010) i New Mutants vol. 3 núm. 1-29 (2009-2011). Com a membre de l'equip d'extinció de Cyclops, apareix a The Uncanny X-Men vol. 2 núm. 1-20 (2012), Avengers vs. X-Men núm. 1-12 (2012), AVX: Versus núm. 3 (2012) i AVX: Consequences núm. 1-5 (2012). Apareix a All-New X-Men, The Uncanny X-Men vol. 3, Extraordinary X-Men i The New Mutants: Dead Souls (2018), com a personatge habitual. Apareix a Strange Academy núm. 1 (2020) com a professora a l'escola de bruixots del Dr. Strange.

## Biografia del personatge de ficció
Illyana Rasputin (nascuda Illyana Nikolaievna Rasputina) va néixer a la granja col·lectiva Ust-Ordynski, prop del llac Baikal, Sibèria, RSFS russa, Unió Soviètica, filla de Nikolai Rasputin i la seva dona Alexandra Natalya Rasputina. La minisèrie del 2006 Colossus: Bloodline va establir que la família descendia de Grigori Rasputin i d'una dona gitana anomenada Elena. Els dos germans grans d'Illyana, Mikhail Nikolaievitch Rasputin i Colossus (Piotr "Peter" Nikolaievitch Rasputin) també són mutants. Els poders sobrehumans de Colossus es manifesten mentre salva Illyana d'un tractor fora de control.
Als sis anys, Illyana és segrestada i portada als Estats Units per Arcade, que la utilitza a ella i a molts altres ostatges per coaccionar el X-Men a oposar-se al Doctor Doom. És rescatada i portada a la Mansió de Xavier amb els X-Men.
Poc després, Illyana és cridada a la dimensió del Limbo per Belasco, que busca fer sortir els déus vells per governar la Terra. Ella es cria allà, sovint assetjada i turmentada pel subordinat de Belasco, S'ym. Per alliberar-se, Belasco necessita omplir el medalló Beatrix amb cinc pedres de sang. Les pedres de sang es creen corrompent l'ànima d'Illyana, amb una nova pedra que apareix a mesura que la seva corrupció s'aprofundeix. Ella és rescatada i tutoritzada en la pràctica de la màgia blanca per la versió d'aquesta dimensió de Storm (que es va convertir en maga quan els seus poders mutants van disminuir). Trobant l'ús de la màgia repugnant, la versió de Limbo de Kitty Pryde, coneguda com a Cat, segresta i entrena a Illyana en combat cos a cos i espasa. Cat, juntament amb Illyana, assalten la ciutadella de Belasco. Es veuen aclaparades per Belasco que encara transforma Cat en una criatura demoníaca felina. Amb Illyana de nou sota el seu control, Belasco la instrueix en l'art de la màgia negra amb l'esperança que corrompirà encara més la seva ànima. Tanmateix, Illyana planeja la derrota de Belasco i continua resistint la fosca influència sobre la seva ànima. Illyana crea un vincle místic entre Storm i Cat, que també van ser tutoritzades per Belasco.
Belasco aconsegueix crear tres parts del penjoll de pedra de sang d'Illyana. Illyana crea la Soulsword i es fa càrrec de Limbo com a nova governant. Mentre empunya la Soulsword, manifesta banyes, una cua i ullals. Desterra a Belasco del Limbo i reclama a S'ym com el seu servent. Després torna a la Terra una dècada més gran, encara que no ha passat temps a la Terra des del seu segrest. Posteriorment s'uneix als New Mutants.

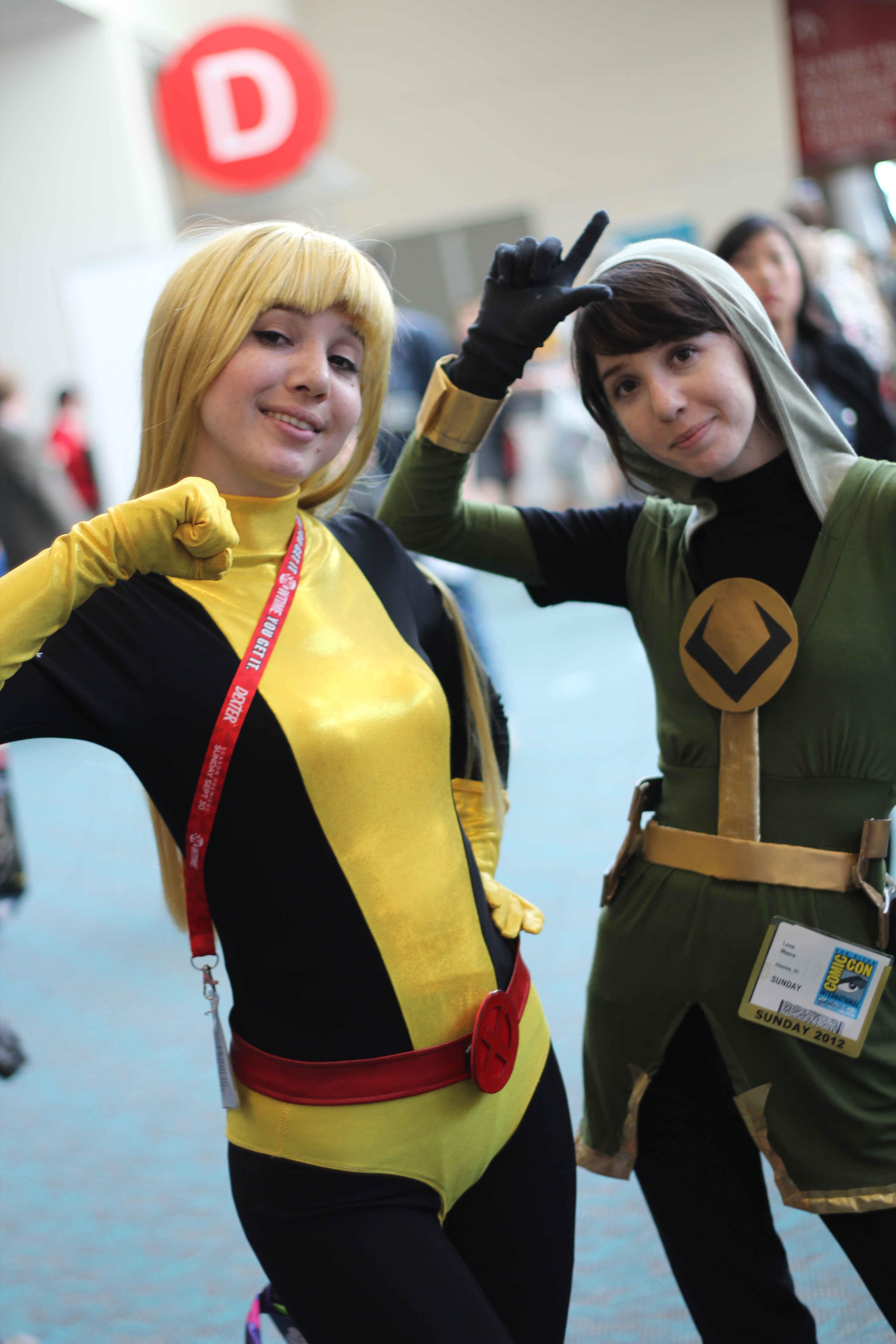
Cosplayer d'Illyana amb el seu uniforme dels New Mutants.

Magik utilitza equivocadament un dels seus discs de teleportació a través del continu espai-temps i viatja ella mateixa amb Mirage a l'antic Egipte. Allà, Illyana coneix l'ancestre de Storm, Ashake, una sacerdotessa egípcia. Juntes, derroten un malvat bruixot, Heka-Nut, que buscava una antiga espasa mística anomenada Sword of Bone utilitzant la Soulsword de Magik. Ashake ajuda a Illyana i Mirage a tornar al present, amb el record de Mirage de l'incident esborrat en el procés.
Una estranya armadura comença a aparèixer al seu cos cada vegada que empunya la Soulsword. L'armadura només apareix en una de les seves espatlles i braços al principi, però apareix en més parts del seu cos cada vegada que empunya l'espasa. L'habilitat d'Illyana com a bruixa creix, i lluita contra altres éssers amb poders místics com Baba Yaga, l'Enchantress (Encantadora), Forge, Spiral, i Heka-Nut. Un viatge rutinari pel Limbo surt malament, deixant els New Mutants atrapats al Limbo. Per obrir una via d'escapament per als seus companys d'equip, Illyana abraça la seva naturalesa demoníaca i obre un disc colossal de teleportació entre la Terra i el Limbo, que N'astirh manté obert, provocant una invasió de la Terra per part dels dimonis del Limbo. Avergonyida d'ella mateixa, fuig al Limbo i decideix posar fi a la invasió demoníaca assumint el govern del Limbo. No obstant això, la seva companya d'equip Rahne Sinclair la persuadeix de fer-ho, i en canvi ella renuncia als seus poders demoníacs creant un disc de pas massiu que expulsa els dimonis de tornada al Limbo i després llança la seva Soulsword darrere d'ells per tancar el portal. Després, els New Mutants troben una Illyana de set anys dins de la closca de la seva armadura vella. Encara posseeix el medalló de pedra de sang.
A causa del vincle místic que comparteix amb la Kitty Pryde de la dimensió Limbo, la Soulsword passa a la Kitty de la Terra a Anglaterra. S'incrusta en una pedra prop de la seu del far d'Excalibur, esperant que Shadowcat el reclami i es converteixi en la seva nova portadora. Després d'un conflicte amb el nigromant Gravemoss, la Soulsword és adquirida per Amanda Sefton, que reclamaria el mantell d'Illyana com a Magik, governant del Limbo i portadora de la Soulsword.
Illyana torna a Rússia on viu amb els seus pares durant uns mesos fins que són assassinats pel govern rus per assegurar-se les habilitats d'Illyana per derrotar un ésser psiònic conegut com el Soul Skinner. Llavors, Illyana torna a la Mansió X per viure amb el seu germà i els altres X-Men.
Poc després, Illyana contreu el Legacy Virus (virus del llegat), i mor a la Mansió X, malgrat tots els esforços per salvar-la fets per Charles Xavier i Moira MacTaggert.
L'esperit d'Illyana torna a Colossus, que recentment havia tornat als Estats Units amb Shadowcat i Nightcrawler després de la dissolució d'Excalibur. Quan investiga fets estranys dins de la mansió, Colossus localitza un dels discos de pas que Illyana havia lligat màgicament a l'escola. És transportat a un món de butxaca, que guarda una empremta de memòria d'Illyana. La memòria d'Illyana el convenç de fer un sacrifici final. Quan la cura per al virus del llegat va resultar que necessitava la mort d'un mutant, va donar la seva vida en secret, de manera que ningú més haguës de morir com Illyana. Colossus va ser més tard ressuscitat per una raça alienígena.
Belasco finalment deposa Amanda Sefton i, després de veure Illyana reaparèixer durant l'esdeveniment "House of M" de 2005 i adonar-se que porta una torxa per a ella, crea un poderós encanteri per tornar-la a ell. L'encanteri treu l'essència restant d'Illyana que encara es manté dins de la dimensió de Limbo, prenent forma com la Darkchilde, la versió semi-demoníaca d'Illyana corrompuda i transformada per la màgia fosca. Belasco no està satisfet amb la seva creació, afirmant que no és la veritable Illyana Rasputin (a causa de la seva manca d'ànima d'Illyana) i la desterra a les parts exteriors del Limbo.
Illyana, ara amb el seu personatge Darkchilde, descobreix alguns dels adolescents New X-Men atacats per una horda de dimonis. Després d'ajudar els mutants contra els dimonis, utilitza un encanteri per immobilitzar-los i robar una part de l'ànima de Pixie, amb l'esperança de crear tant una pedra de sang com una nova Soulsword, ja que Illyana sentia que Pixie tenia la més innocent de les ànimes presents. Anole s'allibera del confinament d'Illyana i l'allibera a ella. Tanmateix, l'extracció de l'ànima de Pixie té èxit parcial, creant una part d'un penjoll de pedra de sang i una daga de l'ànima. Illyana intenta completar el procés i destruir els que volien interferir, però Rockslide la frustra i fa que els records humans d'Illyana dels seus amics i de la vida entre els X-Men tornin a ella.
Tot i que només es va prendre una part de l'ànima de la Pixie, la Pixie ara és capaç de fer màgia, ja que el forat de la seva ànima s'ha omplert de màgia negra. Com que Belasco havia segellat el seu castell de la seva pròpia màgia i poders, Illyana ensenya a Pixie un encanteri de teleportació, amb el qual els New X-Men atacen i derroten a Belasco.
Illyana sucumbeix al seu personatge Darkchilde i anuncia el seu desig de crear diverses pedres de sang més per convertir-se en un déu al poder. És interrompuda per l'arribada de Colossus, que investiga l'aparent retorn a la vida d'Illyana. Una Illyana adolorida rebutja les ofertes d'ajuda del seu germà i envia tothom de tornada a la Terra, abans de recuperar el tron de Limbo i informar a S'ym i N'astirh, ara un cop més els seus servents, que el seu següent pas és recuperar la seva ànima. Motivada per la seva amistat amb Shadowcat i l'amor per Colossus, Illyana intenta recuperar la seva ànima a través de l'amor i es teletransporta a l'Institut Xavier, només per trobar-lo destruït i abandonat.
Mentre es trobava al Limbo, Illyana ataca diversos dimonis en la seva recerca de l'amulet Bloodstone. Les seves activitats són observades per Mephisto, Blackheart, Satannish, Dormammu i Hela. La filla de Belasco, Witchfire, apareix durant la reunió i revela que és l'actual propietaria de l'amulet Bloodstone d'Illyana i es compromet a prendre el lloc del seu pare com a governant del Limbo. De tornada a la base dels X-Men a San Francisco, Pixie descobreix accidentalment que la Soulsword de Magik està amagada dins de Nightcrawler. Sentint la seva presència, Illyana es teletransporta i recupera la seva espasa, transformant-se de Darkchilde en la seva persona de Magik. Ella colpeja en Colossus quan entra a la sala de perill i ell la crida, adonant-se que alguna cosa va malament quan ella no sent cap emoció, i torna al Limbo. Witchfire ha conquerit els exèrcits de Limbo i Magik durant la seva absència. Reclamant tot el que Belasco ha tingut mai, Witchfire captura Magik, agafa la seva pedra de sang i l'afegeix a l'amulet.
Els X-Men arriben al castell; Nightcrawler troba Illyana encadenat a un pilar. En la seva direcció, ell la clava amb la daga de l'ànima de Pixie, tornant a alliberar la Soulsword dins d'ella. Witchfire completa el conjunt de Bloodstones mitjançant una altra part de l'ànima de Pixie i allibera els Elder Gods (antics deus). Illyana i els altres mutants contenen a Witchfire i als Elder Gods. Utilitzant una combinació de màgia i els poders de Soulsword i Souldagger, Illyana i Pixie eliminen una de les pedres de sang de Pixie. Els Elder Gods tornen a la seva dimensió, juntament amb Witchfire i les pedres de sang restants. La Suldagger de Pixie es fusiona amb la pedra de sang que Ilyana va deixar. Entristida per la pèrdua de les pedres de sang restants d'ella i de Pixie, Illyana teletransporta els mutants de tornada a la X-Base, i la convencen de quedar-se amb ells.
Tanmateix, els mutants més joves encara desconfien d'ella. Illyana sembla haver patit un canvi de personalitat des del seu retorn del futur, tornant-se més deslligada emocionalment en la majoria dels casos, possiblement a causa de la pèrdua de la major part de la seva ànima.

## Poders i habilitats

### Teleportació
Illyana Rasputin posseeix la capacitat mutant de teleportar-se a ella mateixa i als altres a través del temps i l'espai d'un lloc a un altre. Inicialment ho feia convocant el que ella anomena "discos de pas", que formaven part d'una dimensió coneguda com Limbo. Quan demana un disc de pas, ha d'utilitzar Limbo com a punt intermedi abans de poder teleportar-se a una ubicació alternativa. Rasputin ha aconseguit teleportar-se a través dels continents, d'un continent a un altre, i fins i tot distàncies interplanetàries i intergalàctiques en ocasions. A diferència de la majoria de teleportadors de l'Univers Marvel, es pot teletransportar a través del temps i també de l'espai. Ha teletransportat moments, dies o segles al passat o al futur. Després que Rasputin absorbís tot Limbo, els discos de pas van deixar d'existir; ara, quan es teletransporta, apareixen imatges infernals de fantasmes, dracs o altres criatures sobrenaturals.

### Bruixeria
Illyana Rasputin és la bruixa suprema de la seva dimensió Limbo. Al Limbo, és capaç de llançar qualsevol encanteri màgic que pugui llençar Belasco, després d'haver tingut accés al seu magatzem de coneixements bruixots. La seva bruixeria és una barreja única de màgia negra i màgia blanca. Belasco li va ensenyar màgia negra, mentre que ella va aprendre màgia blanca de l'Ororo Munroe d'una dimensió alternativa que va morir al Limbo.
A la Terra, Rasputin mostra poders de projecció astral, detectant presències místiques i llançant encanteris molt senzills. Utilitza màgia d'una força aparentment més gran que la que podria utilitzar anteriorment a la dimensió de la Terra. Des que va absorbir Limbo i es va convertir en deixeble del Doctor Strange, la seva màgia a la Terra ha estat considerablement més forta, com quan va utilitzar encanteris que va aprendre del Doctor Strange per destruir Sentinels avançats.
Com més fa servir Rasputin el seu poder màgic, més armadura mística apareix al seu cos, a més de trets demoníacs com banyes i peülles. L'armadura desvia o limita els atacs, tant físics com màgics. La seva armadura també proporciona protecció contra el virus Transmode. L'armadura també proporciona a Rasputin una força sobrehumana, que va mostrar en poder llançar el dimoni gegant S'ym.
Rasputin va crear la Soulsword (Espasa ànima) durant el seu empresonament al Limbo. Màgicament va fer que la seva pròpia energia vital es manifestés davant d'ella. Una vegada que això va passar, va posar la mà a una piscina d'energia infernal i va imaginar una arma a la seva ment. Quan va retirar la mà sostenia la Soulsword, creada a partir de la seva pròpia ànima. Una fulla d'aspecte senzill al seu origen, desenvolupa dissenys i formes complexes sobre ella mateixa com més l'utilitza Illyana, esdevenint més potent amb cada ús.
La seva Soulsword altera les energies màgiques, les construccions i les criatures. També augmenta el nivell de poder de qualsevol usuari de màgia que la tingui. La Soulsword generalment no té cap efecte físic, però interromp fins i tot la màgia més poderosa a mesura que la passa. Des de la resurrecció de Rasputin, la Soulsword sembla afectar éssers psíquics com les personalitats de Legion, mentre que en el passat l'espasa només afectava criatures i encanteris màgics. L'única excepció a això ha estat Kitty Pryde, que encara pot ser tallada per Soulsword fins i tot quan Pryde està utilitzant el seu poder de fase per esdevenir intangible. Rasputin pot fer aparèixer la seva Soulsword i desaparèixer a voluntat. Després d'Avengers vs. X-Men, ha utilitzat la seva Soulsword contra éssers físics, inclòs un Sentinel.

### Altres habilitats
A més, Illyana Rasputin mostra formidables escuts psiònics, que impedeixen que qualsevol persona llegeixi la seva ment, fins i tot telèpates tan poderosos com el Professor X, el Shadow King i Rachel Summers. Des del seu renaixement, Rasputin és capaç de baixar els seus escuts psiònics. A causa del fet que Belasco crea les pedres de sang màgiques amb les seves ànimes, Rasputin té un vincle psíquic amb la membre dels X-Men Kitty Pryde. Per això, es podria considerar una connexió similar entre Rasputin i Storm.

## Recepció

### Resposta crítica
Alex Schlesinger de Screen Rant va dir que Illyana Rasputin "no només ha vist un ascens meteòric a la fama durant l'última dècada, sinó que també té el millor arc de personatges a llarg termini de qualsevol heroi de Marvel Comics", escrivint: "La història de Magik demostra poderosament que el trauma no és necessari per al creixement o l'empoderament, però tampoc no es pot desfer el trauma del seu passat, el camí a seguir és reconciliar el teu passat amb el teu present i guanyar la força de la llibertat per la qual has lluitat desesperadament. La història de la redempció heroica de Magik, la fugida dels abusos i l'acceptació de la pròpia identitat ha donat a aquesta favorita dels fans de X-Men el millor arc de personatges de Marvel Comics. Deirdre Kaye de Scary Mommy va anomenar Illyana Rasputin un "model a seguir" i un personatge femení "verdaderament heroic". Sara Century de Syfy es va referir a Illyana Rasputin com un dels "personatges sorprenentment populars" dels X-Men, dient que Rasputin és un "personatge valent i dinàmic, l'esperança de la qual va ser aixafada per un home molt gran quan només era una nena. El trauma que va patir és extrem, fins i tot per als estàndards dels X-Men. La gràcia és que fa tot el que està a les seves mans per mantenir els seus amics fora de perill. Ja no confia en ella mateixa, s'envolta de bones persones i posa la seva fe en elles. Per a qualsevol persona que s'hagi fet sentir com una persona inferior per l'abús que han patit, Illyana és un personatge sorprenentment commovedor. La seva lluita contínua contra els seus impulsos dolents pot no ser sempre en benefici de tothom, però el fet que ho continuï intentant fins i tot quan tota esperança sembla perduda és encara inspirador". David Harth, de Comic Book Resources, va declarar: "Ella té un aspecte fantàstic, amb el seu vestit inspirat en l'anime i les seves espases gegants que li donen una imatge memorable. El costat màgic de Marvel és gairebé només ella, el Doctor Strange i la Bruixa Escarlata, i és un personatge més divertit que cap d'ells, Magik ho té tot: és poderosa, entretinguda, té un aspecte genial i pot lluitar contra els superdolents, dimonis i déus foscos".

### Popularitat i impacte
Kofi Outlaw de ComicBook.com va declarar: "El personatge ha anat guanyant cada cop més atractiu mainstream en els darrers anys, i tot i que l'adaptació de la pel·lícula New Mutants es va convertir en un infame embolic, l'ascens meteòric de l'actriu Anya Taylor-Joy (que va interpretar Magik a la pel·lícula) ha ajudat a fer famós el personatge en un escenari principal". Drew Swanson de Game Rant va afirmar que la tràgica història de fons d'Illyana Rasputin a Marvel's Midnight Suns la va convertir en un "personatge destacat" que es convertiria en una "addició preferida dels fans" als jocs <i id="mwAiM">X-Men</i> d'Insomniac Games. Diversos fans han fer cosplay d'Illyana Rasputin a través del temps. L'any 2022, la influencer estatunidenca Olivia Pierson va fer un cosplay d'Illyana Rasputin al costat de la personalitat mediàtica estatunidenca Kim Kardashian per celebrar Halloween.

## En altres mitjans

### Televisió
- Illyana Rasputina apareix a l'episodi "Red Dawn" de La Patrulla X,[99] amb la veu original de Tara Strong.[100]
- Illyana Rasputina / Magik havia d'aparèixer a Wolverine and the X-Men abans que la sèrie fos cancel·lada.[101]
- Illyana Rasputina / Magik, via Morph, apareix a l'episodi de X-Men '97 "Fire Made Flesh",[102] amb la veu original de Courtenay Taylor.[103]

### Cinema

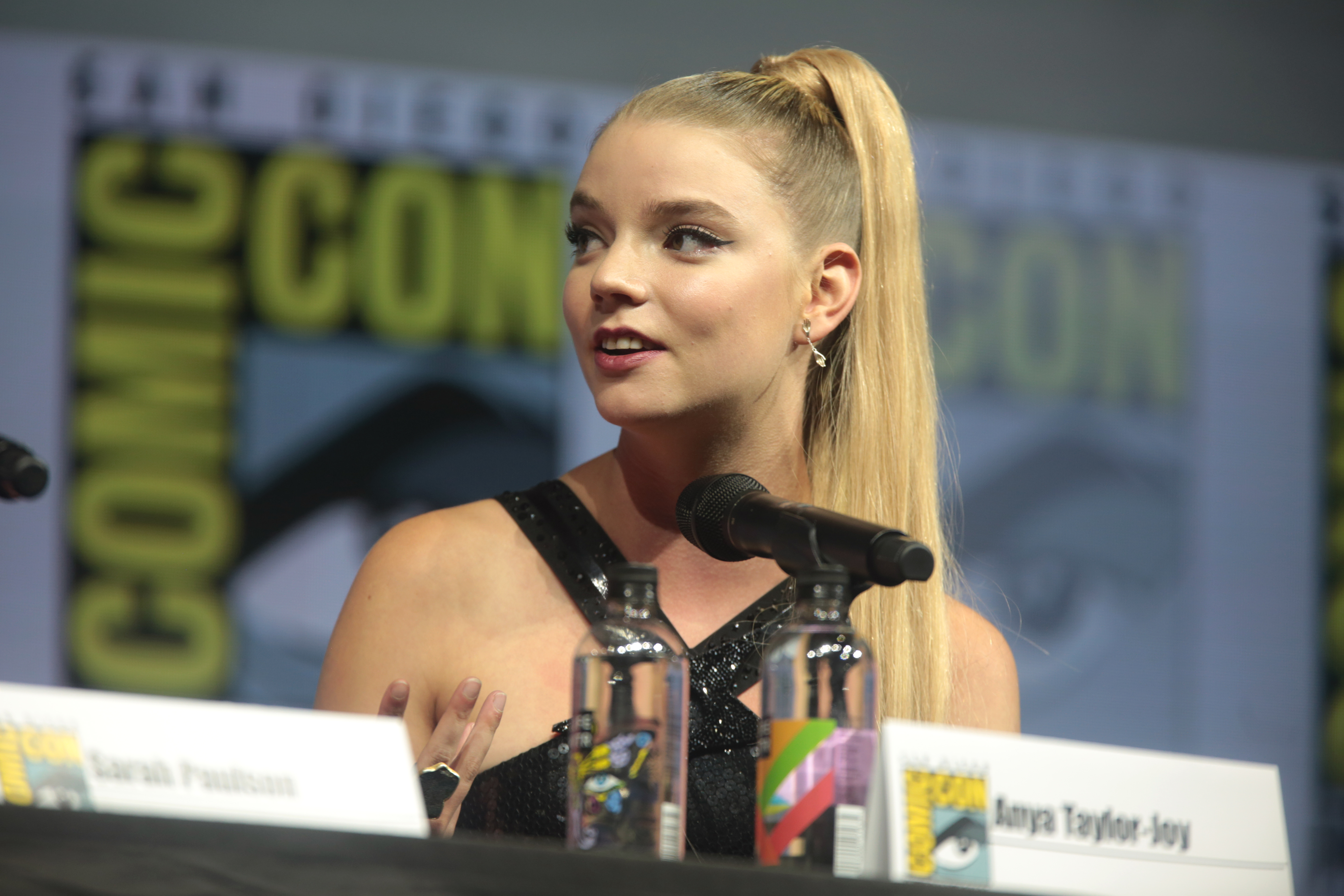
El personatge és interprat per Anya Taylor-Joy a la pel·lícula The New Mutants.

Illyana Rasputin / Magik apareix a The New Mutants, interpretada per Anya Taylor-Joy de jove i Colbi Gannett de nena. En aquesta versió va ser venuda com a esclavitud infantil, està en desacord amb criatures terrorífiques anomenades els Homes Somrients i està acompanyada per Lockheed.

### Videojocs
- Illyana Rasputina / Magik apeareix com un personatge no-jugable a X-Men Legends, amb la veu de Jeannie Elias.[105]
- Illyana Rasputina / Magik apeareix com un personatge desbloquejable a Marvel: Avengers Alliance.[106]
- Illyana Rasputina / Magik apareix com un personatge jugable a Marvel Heroes,[107] amb la veu de Tara Strong.[108]
- Illyana Rasputina / Magik apareix com un personatge jugable a Marvel Contest of Champions.[109]
- Illyana Rasputina / Magik apareix com un personatge jugable a Marvel Future Fight.[110]
- Illyana Rasputina / Magik apareix com un personatge jugable a Marvel Puzzle Quest.[111]
- Illyana Rasputin / Magik apareix com un personatge jugable a Marvel Future Revolution.[112]
- Illyana Rasputina / Magik apareix com un personatge jugable a Marvel's Midnight Suns,[113] amb la veu de Laura Bailey.[114] En aquesta versió és una graduada de l'Acadèmia Xavier, antiga membre dels X-Men, la governant del Limbo i membre dels Midnight Suns.
- Illyana Rasputin / Magik appears in Marvel Snap.[115]
- Illyana Rasputin / Magik apareix com un personatge jugable a Marvel Rivals,[116] amb la veu d'Abby Trott.[117]

### Mercaderia
El 2024, Hasbro va llançar una figura d'acció Illyana Rasputin / Magik com a part de la línia de figures d'acció de Marvel Legends.